# Sestřičky (film)
Sestřičky je český film natočený v roce 1983 režisérem Karlem Kachyňou. Film popisuje těžký život zdravotních sester na venkově, které musejí objíždět nemocné a dostanou se tak do mnoha zásadních životních situací svých pacientů. Starší sestra (Jiřina Jirásková) bere věci s nadhledem a předává své bohaté zkušenosti mladší (Alena Mihulová).

## O filmu
Karel Kachyňa natočil podle románu Vizita spisovatele Adolfa Branalda dva doktorské příběhy: tragikomedii Pozor, vizita! (1981) a Sestřičky (1983). Ve snímku Sestřičky se režisér v souladu s literární předlohou soustředil na nelehký život žen v padesátých letech 20. století. Do hlavní role si vybral tehdy sedmnáctiletou neherečku Alenu Mihulovou, která se později stala jeho životní partnerkou.

## Obsah
Děj snímku Sestřičky se odehrává koncem padesátých let 20. století a jeho hrdinkou je mladá zdravotní sestra a porodní asistentka Marie Sahulová. Kvůli pokusu o vztah s pacientem Petrem je za trest přeložena do venkovské ordinace v Meziboří, kde má na starost pacienty v pětadvaceti vesnicích a v řadě zapadlých samot. Její oporou a průvodkyní životem se postupně stává moudrá a zkušená zdravotní sestra přezdívaná Babi, díky níž Marie získává potřebné profesionální i životní zkušenosti. Zpočátku nové prostředí těžce snáší, náročnou práci ale rychle zvládne a stane se cennou oporou drsné a chápavé Babi, saniťáka Arnošta a starého doktora, s nimiž objíždí okolní vesnice i vzdálené samoty.

## Základní údaje
- Námět: Adolf Branald
- Scénář: Vladimír Bor, Karel Kachyňa
- Hudba: Luboš Fišer
- Kamera: Jan Čuřík
- Střih: Jiří Brožek
- Režie: Karel Kachyňa
- Další údaje: barevný, 85 min, hořká komedie
- Výroba: ČSSR, Filmové studio Barrandov, 1983

### Obsazení
| Alena Mihulová                           | zdravotní sestra Marie Sahulová |
| Jiřina Jirásková                         | zdravotní sestra zvaná Babi     |
| Ondřej Vetchý                            | ošetřovatel koní Petr           |
| Oldřich Vízner                           | saniťák Arnošt                  |
| František Husák                          | doktor                          |
| Jiří Růžička                             | hajný Krákora                   |
| Otto Lackovič                            | správce statku Revéš            |
| Bořivoj Navrátil                         | primář Ševít                    |
| Miroslava Vydrová mluví Zuzana Bydžovská | zdravotní sestra Míková         |
| Alena Karešová                           | vrchní sestra                   |
| Pavlína Mourková                         | Zuzka Ferenčíková               |
| Miloslav Štibich                         | Fulínek                         |
| a další                                  |                                 |
|                                          |                                 |